# 埃里克·诺拉雷斯
埃里克·诺拉雷斯（Erick Norales，1985年2月11日—），是一名洪都拉斯职业足球运动员，现效力于中国足球甲级联赛球会湖南湘涛队，他也是洪都拉斯国家队的成员。

## 俱乐部生涯
诺拉雷斯出道于家乡球队社会生活，2006年转会加盟洪都拉斯豪门马拉松。
2011年12月，诺拉雷斯加盟中国足球甲级联赛球会湖南湘涛。

## 国家队生涯
诺拉雷斯曾经代表洪都拉斯U-20国家足球队参加2005年荷兰世青赛。2008年2月6日，诺拉雷斯在洪都拉斯和巴拉圭的友谊赛中第一次为成年国家队出场。